# Hallova sonda

Hallova sonda

Hallova sonda, Hallův článek, Hallův senzor nebo Hallův generátor je elektronická součástka, jejíž činnost je založena na technickém využití tzv. Hallova jevu.
Používá se pro měření magnetických polí nebo jiných veličin (např. velkých proudů) převedených na magnetické pole, nebo pro různé mechanické snímače polohy, otáček, zrychlení, bezkontaktní tlačítka apod., kde je na pohyblivé součásti umístěn permanentní magnet.

## Princip Hallova článku
Jedná se o součástku, která se používá pro měření magnetického pole. Je tvořen úzkou polovodivou destičkou, skrz niž prochází proud. Při vložení destičky (článku) do magnetického pole skrz ni prochází indukční tok a přeskupuje náboje v destičce na jednu stranu. Tak na Hallově článku vzniká napětí.
Hallovo napětí se dá vypočítat pomocí vzorce [Uh = k*I*B ], kde k je konstanta (zahrnuje typ materiál a tloušťku destičky), I je stejnosměrný proud a B je magnetická indukce způsobená magnetickým polem.

## Technické provedení
Nejčastěji je tvořena tenkou destičkou polovodiče (InSb, InAs s odporem 0,01 až 20 Ohmů a tloušťky cca 0,1 mm, jedná se o kompromis mezi maximem citlivosti a mechanické pevnosti) obdélníkového tvaru. Držák destičky nesmí být z feromagnetického materiálu. Destička je opatřena dvěma páry kontaktů: široký slouží pro přívod proudu, úzký k odebírání výstupního Hallova napětí. Nepůsobí-li magnetické pole, jsou proudové dráhy v destičce rozloženy rovnoměrně a Hallovo napětí je nulové. V magnetickém poli působí magnetická indukce na nosiče proudu silou kolmou k jejich pohybu a stlačuje proudové čáry k jedné straně destičky. V důsledku toho vzniká na tenkých kontaktech rozdíl potenciálů, zvaný Hallovo napětí. Čím je destička polovodiče tenčí, tím je Hallova sonda citlivější. Sondy se proto vyrábí ve formě tenkých polovodičových pásků nebo vrstvy polovodiče nanesených na podložce. Celý systém je chráněn pouzdrem. V něm může být integrován i zesilovač, případně schmittův klopný obvod pro spínací účely.

## Funkce měření stejnosměrného proudu Hallovým článkem
Vodičem V protéká stejnosměrný proud a kolem něj vzniká magnetické pole. Toto magnetické pole indukuje v jádře Fe magnetický tok, který zároveň prochází přes Hallovu sondu HS, která je vložena do vzduchové mezery v jádře. Jak přes destičku HS protéká magnetický tok, tak díky funkci Hallovy sondy vzniká Hallovo napětí Uh. Hallovo napětí je většinou velmi nízké, proto je velmi často zesíleno přes zesilovač A, na jehož výstupu lze změřit zesílené napětí Ua z napětí Uh.
Výsledné napětí Uh či Ua je přímo úměrné měřenému stejnosměrnému proudu.

## Vlastnosti
Pro Hallovu sondu je charakteristický lineární vzrůst velikosti Hallova napětí naprázdno při zvětšující se magnetické indukci při konstantní hodnotě procházejícího proudu I.
Jako nejdůležitější charakteristické hodnoty Hallové sondy výrobci udávají:
- Jmenovitý proud In - většinou řádově desítky až stovky miliampér
- Maximální proud Imax - výrobci volí tak, aby se jeho průchodem teplota zvýšila maximálně o 10° vzhledem k teplotní závislosti součástky
- Jmenovité Hallovo napětí naprázdno UHO - jedná se o napětí, naměřené při indukci B = 1T a jmenovitém proudu In. Velikost řádově desetiny voltů.
- Citlivost Hallovy sondy (tj. Hallovo napětí naprázdno při indukci B = 1T a proudu I = 1A) - může být řádově desetiny až stovky V/A.

## Použití
Používá se pro měření a automatickou regulaci magnetických polí, měření velkých stejnosměrných proudů (0,5 až 10 kA), ovládání synchronních elektromotorů, BLDC elektromotory (např. v počítačových ventilátorech), multiplikátor, měření součinu veličin, které je možné převést na součin BI (např. okamžitý výkon), bezkontaktní tlačítka, mechanické snímače (poloha, otáčky, zrychlení) apod.